# Atlantis: De verzonken stad
Atlantis: De verzonken stad (originele titel Atlantis: The Lost Empire) is een Amerikaanse animatiefilm uit 2001, geproduceerd door Disney. Het is de 41ste avondvullende Disney-animatiefilm. De film duurt 92 minuten. De hoofdregisseur was Kirk Wise.
De film combineert elementen van sciencefiction en actiefilms met de legende van het verzonken eiland Atlantis.

## Verhaal
De film begint in een ver verleden, en toont de ondergang van Atlantis. Terwijl de bevolking redding en dekking zoekt, ziet het meisje Kida hoe haar moeder zich opoffert om met de kracht van een kristal een deel van het eiland te redden.
Het verhaal verplaatst zich vervolgens naar het jaar 1914. De jonge taalkundige en cartograaf Milo James Thatch werkt aan zijn nieuwe theorie over de historiciteit van Atlantis. Hij denkt aanwijzingen over de locatie gevonden te hebben dankzij een oud dagboek, het Sheppard's Journal. Hij vat het plan op om een expeditie op touw te zetten. De enige persoon die hem echter serieus neemt is Preston B. Whitmore, een vriend van Milo’s grootvader. Hij onthult dat hij en Milo’s grootvader, Thaddeus Thatch, al langere tijd een expeditie hadden gepland om Atlantis te vinden. Deze expeditie kon uiteindelijk niet doorgaan toen Thaddeus stierf. Whitmore wil nu graag dat Milo de plaats van Thaddeus inneemt. Andere leden van de expeditie zijn de commandant Lyle Rourke, zijn assistente Helga Sinclair, de Italiaanse explosievenexpert Vincenzo "Vinny" Santorini, een doorgedraaide Franse geoloog Gaetan "Mol" Molière, de arts Dr. Joshua Sweet, de monteur Audrey Ramirez, de kok Jebidiah Allerdyce "Cookie" Farnsworth en de cynische communicatie-expert Wilhelmina Packard.
De expeditie vertrekt per schip naar de in het dagboek omschreven locatie, alwaar ze per duikboot verdergaan. De duikboot wordt echter aangevallen door een robotische Leviathan, waarbij de meeste bemanningsleden omkomen. Milo’s team haalt het wel en vindt een onderzeese grot. Deze grot leidt uiteindelijk naar de overblijfselen van Atlantis. De groep wordt welkom geheten door Kida, die nauwelijks is verouderd sinds de dag dat het eiland wegzonk in zee.
Kida ontdekt al snel dat Milo in staat is om de oude teksten in de tempels van Atlantis te lezen, iets dat haar volk al lang is vergeten. Ze hoopt dat hij in de teksten iets kan vinden dat de stad kan redden. Ze ontdekken dat de stad wordt beschermd door het “Hart van Atlantis”: het magische kristal dat Kida’s moeder ooit gebruikte om de stad te redden, en waar alle blauwe kristallen die de Atlantianen bij zich dragen mee verbonden zijn. Dit Hart houdt ook alle Atlantianen jong.
Al snel blijkt dat vele leden van Milo’s team heel andere bedoelingen hebben. Ze willen de rijkdommen van de stad stelen en zeker dit Hart van Atlantis. Kida wordt gedwongen hen het Hart te tonen. Eenmaal in de kamer waar het Hart ligt, fuseert ze ermee, en verandert in een kristallen gedaante. Rourke laat haar in een metalen kist stoppen voor transport. Zonder het Hart zal de stad snel sterven. Milo slaagt erin Vincenzo, Mol, Joshua, Audrey, Jebidiah en Wilhelmina te overtuigen van hun fout en ze keren zich tegen Rourke en Helga. Rourke en Helga vertrekken met Kida en hun handlangers.
De koning van Atlantis waarschuwt Milo voor de gevaren van het Hart van Atlantis; hijzelf probeerde het ooit als wapen te gebruiken, wat de stad bijna fataal werd. Milo leert de Atlantianen hoe ze de oude vliegende oorlogsmachines in de stad moeten gebruiken, waarna de groep een aanval opent op Rourke, Helga en hun handlangers, die net bezig zijn via een uitgedoofde vulkaan terug te keren naar de oppervlakte. Rourke wil zich door niets laten tegenhouden en gooit Helga uit zijn ballon om de lading te verlichten. Helga maakt een fatale val, maar kan met haar laatste kracht de ballon stukschieten. Milo verslaat Rourke vervolgens door hem in kristal te veranderen met behulp van het Hart van Atlantis.
Door het gevecht wordt de vulkaan weer actief. Milo brengt Kida terug naar de stad, waarna ze het Hart van Atlantis gebruikt om een verdedigingsmuur te maken tegen de lava uit de vulkaan. Nadien worden zij en het Hart weer gescheiden.
Milo besluit in Atlantis te blijven, terwijl de anderen teruggaan naar de bovenwereld. Wel geeft hij de anderen een brief mee aan Whitmore. Hij en het team besluiten te doen alsof hun expeditie is mislukt, zodat niemand buiten hen het geheim van Atlantis zal kennen en de plek dus ook niet verstoord zal worden.

## Rolverdeling
| Acteur              | Personage                                    | Nederlandse stem     | Vlaamse stem       |
| ------------------- | -------------------------------------------- | -------------------- | ------------------ |
| Michael J. Fox      | Milo Thatch                                  | Hans Somers          | Michael Pas        |
| Cree Summer         | Prinses Kidagakash Nedakh                    | Katja Schuurman      | Vicky Florus       |
| John Mahoney        | Preston B. Whitmore                          | Wim van Rooij        | Warre Borgmans     |
| Leonard Nimoy       | Koning van Atlantis                          | Ton Lutz             | Alex Wilequet      |
| James Garner        | Commandant Lyle Rourke                       | Peter Blok           | Vic De Wachter     |
| Claudia Christian   | Assistente Helga Sinclair                    | Inge Ipenburg        | Ann Ceurvels       |
| Jim Varney          | Kok Jebidiah Allerdyce "Cookie" Farnsworth   | Frits Lambrechts     | Tuur De Weert      |
| Don Novello         | Explosievenexpert Vincenzo "Vinny" Santorini | Erik van Muiswinkel  | Johan Terryn       |
| Corey Burton        | Geoloog Gaetan "Mol" Molière                 | Jan Nonhof           | Marc Lauwrys       |
| Jacqueline Obradors | Monteur Audrey Ramirez                       | Cystine Carreon      | An Jordens         |
| Phil Morris         | Dokter Joshua Sweet                          | Ruurt de Maesschalck | Peter Van De Velde |
| Florence Stanley    | Communicatie-expert Wilhelmina Packard       | Heddy Lester         | Camilia Blereau    |
| David Ogden Stiers  | Harcourt                                     | Jérôme Reehuis       | Raymond Bossaerts  |

## Achtergrond

### Productie
Ter voorbereiding van de productie van de film, bezochten de filmmakers enkele musea en bestudeerden oude militaire installaties uit de vroege 20e eeuw. Ook bezocht de groep de grotten in Carlsbad Caverns National Park om inspiratie op te doen voor de ondergrondse grot in de film.
Voor het uiterlijk van Atlantis wilden de producers afstand doen van het klassieke beeld van Oud-Griekse gebouwen. In plaats daarvan werd de architectuur van oude beschavingen uit China, Zuid-Amerika en het Midden-Oosten als basis gebruikt.
Het personage Milo vertoont enkele gelijkenissen met Dr. Marc Okrand, de taalkundige die voor de film de fictieve Atlantiaanse taal bedacht. Volgens Okrand maakte tekenaar John Pomeroy enkele schetsen van hem daar hij zelf niet wist hoe een taalkundige eruitzag. Pomeroy beweerde op zijn beurt ook zichzelf als basis te hebben gebruikt voor de film. Een interessant gegeven over de personages in de film is dat maar weinig van hen jonger zijn dan 30 jaar; iets wat zeldzaam is voor een Disneyproductie. Atlantis is een van de laatste Disneyfilms waarin een personage rookt; Packard, een van de bijpersonages, steekt geregeld een sigaret op. Het personage Molière was oorspronkelijk een professioneel en serieus karakter, tot een van de tekenaars van hem een klein gestoord mannetje maakte.
Een scène aanvankelijk gepland voor de film, was een waarin een groep Vikingen Atlantis aanvalt. Een van hen heeft het dagboek bij zich dat later in de film gebruikt wordt om Atlantis terug te vinden.
De wapens in de film zijn grotendeels correct gezien de tijdsperiode.

### Reacties
Het productiebudget van Atlantis: De verzonken stad bedroeg ongeveer $140 miljoen. Wereldwijd bracht de film $186 miljoen op. Gemiddeld vloeit ongeveer 55% van de bioscoopopbrengsten terug naar de producent. Voor Atlantis betekent dat de film pas winstgevend zou zijn bij een bioscoopopbrengst van ongeveer $255 miljoen. Echter, dit is buiten de eventuele opbrengsten van (toen nog) videobanden en dvd gerekend. De verhuur en verkoop van videobanden en dvd leverde per medio 2003 $157 miljoen op. Welk percentage daarvan terugvloeit naar de producent is niet bekend.
De film kreeg gemengde reacties van critici. Op Rotten Tomatoes scoort de film 46% aan goede beoordelingen. Sommige critici vonden dat de film sterk leek op de Japanse animeserie Nadia: The Secret of Blue Water, zoals de personages en de hoofdlijn van het verhaal.

### Spin-offs en vervolgen
De film zou aanvankelijk opgevolgd gaan worden door een animatieserie getiteld Team Atlantis. Vanwege de teleurstellende opbrengst van de film werd deze serie geschrapt. In 2003 kwam Disney wel met de direct-naar-video vervolgfilm Atlantis: Milo's Avontuur, welke bestaat uit losse verhalen gebaseerd op scenario’s geschreven voor de televisieserie.
Verder verschenen er twee videospellen over de film: Atlantis The Lost Empire: Trial by Fire en Atlantis The Lost Empire: Search for the Journal

## Prijzen en nominaties
| Prijs                              | Categorie                                       | Genomineerde(n) | Resultaat   |
| ---------------------------------- | ----------------------------------------------- | --- | ----------- |
| Annie Awards                       | Individual Achievement in Directing             | Gary Trousdale, Kirk Wise | Genomineerd |
| Annie Awards                       | Individual Achievement in Storyboarding         | Chris Ure | Genomineerd |
| Annie Awards                       | Individual Achievement in Production Design     | David Goetz | Genomineerd |
| Annie Awards                       | Individual Achievement in Effects Animation     | Marlon West | Genomineerd |
| Annie Awards                       | Individual Achievement in Voice Acting - Female | Florence Stanley | Genomineerd |
| Annie Awards                       | Individual Achievement in Voice Acting - Male   | Leonard Nimoy | Genomineerd |
| DVD Exclusive Awards               | Original Retrospective Documentary              | Michael Pellerin | Genomineerd |
| Golden Reel Award                  | Beste geluidsmontage                            | Gary Rydstrom, Michael Silvers, Mary Helen Leasman, John K. Carr, Shannon Mills, Ken Fischer, David C. Hughes, Susan Sanford | Gewonnen    |
| Online Film Critics Society Awards | Beste animatiefilm                              | | Genomineerd |
| Political Film Society             | Democracy                                       | | Genomineerd |
| Political Film Society             | Peace                                           | | Genomineerd |
| World Soundtrack Awards            | Beste originele lied voor een film              | Diane Warren, James Newton Howard                                                                                            | Genomineerd |
| Young Artist Awards                | Beste familiefilm                               | | Genomineerd |